# Ljama
Ljama (Lama glama) je južnoamerička vrsta deve, odomaćena od pretpovijesnih vremena. Narodi Anda koriste ju kao teretnu životinju, izvor mesa i vrlo kvalitetne vune. 
Odrasla životinja visoka je do vrha glave između 1,7 i 1,8 metara, a može težiti od 130 do 200 kg. Kod koćenja, mladunče teži od 9 do 14 kg. Vrlo su društvene i rado žive u krdu s drugim ljamama. Vrlo su inteligentne i nakon samo nekoliko ponavljanja, razumiju jednostavne komande. Kad ih se koristi za prijenos tereta, mogu nositi 25% do 30% vlastite težine na udaljenost od više kilometara. Rani pisci uspoređivali su ih s ovcama, no brzo je uočena njihova sličnost s devama. Tako ih Linnaeus  1758. u djelu Systema Natura zajedno s alpakom svrstava u rod Camelus.
Izvorno, ljame, kao i ostale deve, potječu sa središnjih visoravni Sjeverne Amerike od prije oko 40 milijuna godina. Prije oko 3 milijuna godina migrirale su u Južnu Ameriku. Krajem zadnjeg ledenog doba (prije 10.000 do 12.000 godina) deve nestaju u Sjevernoj Americi. Prema podacima iz 2007. u Južnoj Americi živi više od 7 milijuna ljama i alpaka, a u Sjevernu su iz Južne Amerike uvežene krajem 20. stoljeća, tako da danas u SADu i Kanadi živi više od 158.000 ljama i 100.000 alpaka.

## Domesticiranje
Domesticiranje ljame odvijalo se vjerojatno još u trećem tisućljeću pr. Kr. Općenito se pretpostavlja, da je guanako predak ljama. No postoje i teorije, da je ljama uvijek bila zasebna vrsta, koja je danas u divljini izumrla. Točno porijeklo ljame vjerojatno nikad neće moći biti nedvosmisleno utvrđeno, jer su današnje populacije gotovo sve miješane s guanakom, alpakom i vikunjom, koje se sve mogu međusobno pariti s plodnim potomcima.